# Honkisaari (ö i Kajanaland, Kehys-Kainuu, lat 65,08, long 29,11)
Honkisaari är en ö i Finland. Den ligger i sjön Kiantajärvi och i kommunen Suomussalmi i den ekonomiska regionen  Kehys-Kainuu  och landskapet Kajanaland, i den centrala delen av landet, 600 km norr om huvudstaden Helsingfors. Öns area är 1,2 kvadratkilometer och dess största längd är 2,1 kilometer i sydöst-nordvästlig riktning.